# Svend Dahl
Svend Dahl, född 24 september 1887, död 15 november 1963, var en dansk biblioteksman och skriftställare.
Dahl blev bibliotekarie vid Det Kongelige Bibliotek i Köpenhamn. År 1925 utnämndes Dahl till överbibliotekarie vid Köpenhamns universitetsbibliotek i Köpenhamn. Han var Danmarks riksbibliotekarie 1942–1952.
Dahl var en mycket produktiv författare inom bokhistoria och biblioteksväsen med verk som Haandbog i Biblootekskundskap (3:e utgåvan 1924, svensk utgåva 1925), Haandbog for Bogsamlere (1921), samt Bogens Historie (1927, svensk översättning 1929). 
På det personhistoriska området redigerade han tillsammans med Povl Engelstoft Dansk biografisk Haandleksikon (DBH, 3 bd, 1918–1926), andra utgåvan av Dansk biografisk leksikon (DBL, 27 bd, 1933–1944) och Dansk skønlitterært forfatterleksikon 1900–1950 (3 bd, 1959–1964). Dahl var från 1923, redaktör av Den nye Litteratur, och från 1926 redaktör för Bogvennen.

## Utmärkelser
- Riddare av Dannebrogorden,  1928[2]
- Dannebrogsmännens hederstecken,  1938[2]
- Kommendör av Dannebrogorden,  1947[2]
- Kommendör av första graden av Dannebrogorden,  1952[2]

[Redigera Wikidata]